# 龍安寺站

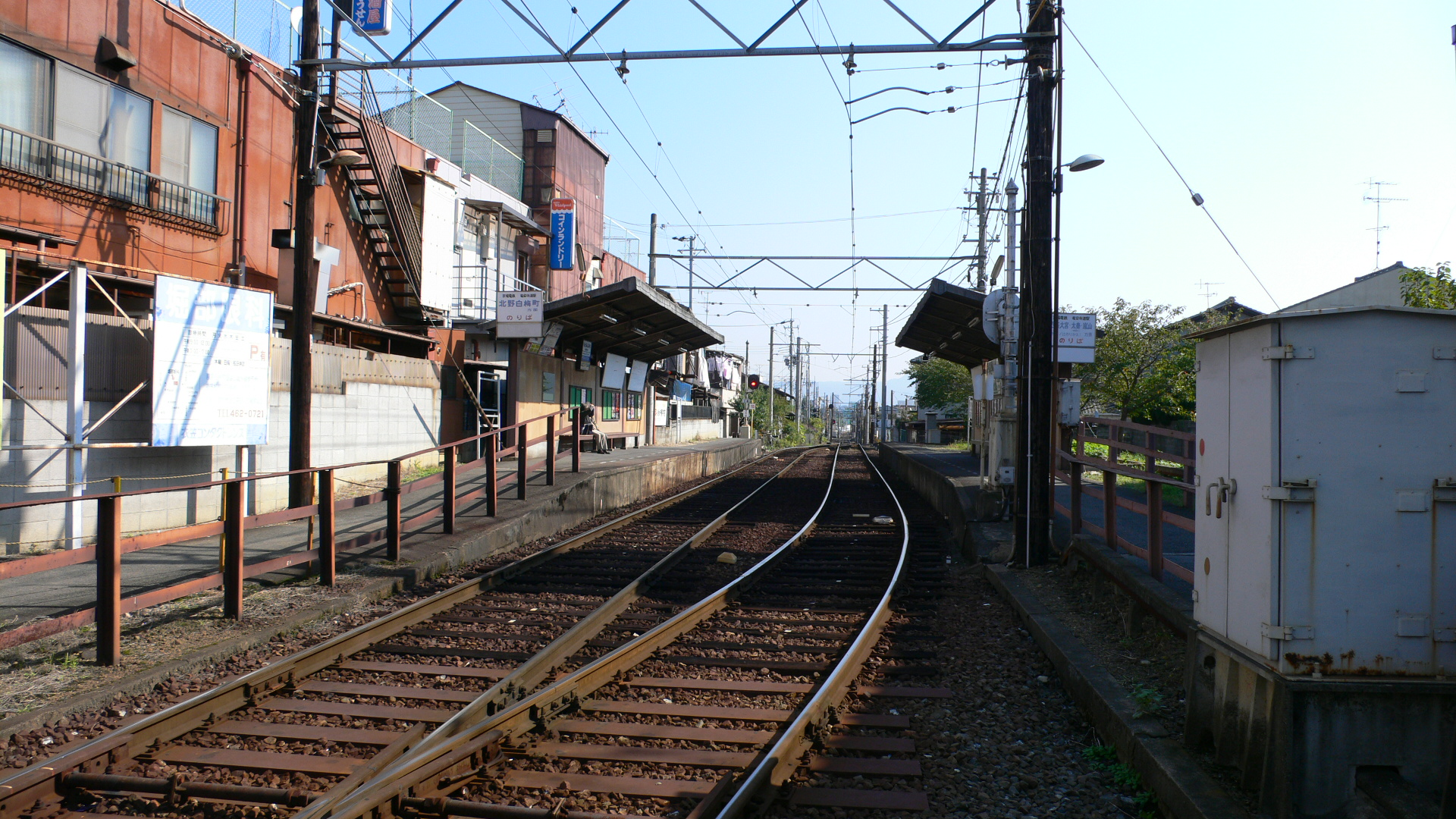
月台（龍安寺道站時代）

龍安寺站（日语：／ Ryōanji eki */?）位於京都府京都市右京區谷口垣之內町，是京福電氣鐵道北野線的鐵路車站。車站編號為B7。

## 歷史
當初取名為龍安寺道站（りょうあんじみちえき），2007年（平成19年）站名變更，以「龍」這個字作為正式站名。
- 1925年（大正14年）11月3日 - 本站作為京都電燈經營的嵐山電鐵北野線的車站開業，當時的站名為龍安寺道站[2][3]。
- 1942年（昭和17年）3月2日 - 由於路線繼承，成為京福電氣鐵道的車站[3]。
- 2007年（平成19年）3月19日 - 改稱為龍安寺站[2][3]。

## 車站構造
側式月台2面2線的地面車站，列車可在此交會。

## 車站周邊
- 立命館大學衣笠校區
- 龍安寺
- 西日本JR巴士「妙心寺北門」公車站

## 相鄰車站
京福電氣鐵道
 北野線
等持院·立命館大學衣笠校區前（B8）－龍安寺（B7）－妙心寺（B6）

## 外部連結
- 龍安寺站 （页面存档备份，存于） - 京福電氣鐵道